# Nicolas Isidore Tobback
Pour les articles homonymes, voir Tobback.
Nicolas Tobback, né à Bruxelles (Belgique), le 21 août 1859, mort à Schaerbeek le 12 février 1905est un officier de l'armée belge. Il a participé aux campagnes de l'État indépendant du Congo contre les Arabo-Swahilis.

## Biographie
Nicolas Isidore Tobback, né à Bruxelles (Belgique) le 21 août 1859, est le fils de Pierre Tobback, boucher, et de Ferdinande Masson. Le 25 juillet 1894, il épouse  à Bruxelles Marie Élisabeth Van Dijk. 
Le 23 août 1856, il s'engage à 17 ans comme militaire de carrière dans l'armée belge. Il est intégré comme soldat au 1er régiment de Chasseurs à pied. Il est promu sous-lieutenant en juin 1886.
Il se met au service de l'État indépendant du Congo dirigé par le roi Léopold II de Belgique. Il part pour la première fois au Congo en mai 1887 et est nommé chef de poste à Lutete en 1888.  En octobre 1888, il est promu lieutenant et accompagne  Jérôme Becker, poussant jusqu'à la station des Stanley Falls dont il est nommé résident. Il s'y lie d'amitié avec le marchand d'esclaves Tippo Tip. Étant arrivé au terme de son premier séjour au Congo, il retourne en Belgique en avril 1890.
Il est de retour au Congo en octobre 1890, se rendant à son poste de résident des Stanley Falls en septembre de la même année. Il est promu capitaine en mars 1891.
En 1892, la guerre est déclarée entre l'État indépendant du Congo et les esclavagistes arabo-swahilis. Il échappe à l'assassinat des Belges par les Arabes à Riba-Riba au cours duquel périssent le lieutenant Michiels et l'agent commercial Noblesse. L'année suivante, après la prise de Riba-Riba par le major Chaltin, il défend avec une poignée de soldats de la Force publique le poste des Stanley Falls, assiégé du 13 au 18 mai 1893 par les forces arabes esclavagistes du sultan Rachid, neveu de Tippo Tip. Ayant presque épuisé ses munitions, il envoie son steamer à Basoko pour demander de l'aide au major Chaltin. Le 18 mai 1893, il est sauvé ainsi in extremis par l'arrivée des 300 soldats du major Chaltin. Les Arabes sont forcés de se retirer et 1500 d'entre eux sont faits prisonniers.
En août 1893, il termine son deuxième séjour au Congo et retourne à bord du Lualaba en Belgique. Le Premier ministre Auguste Beernaert rend un vibrant hommage à sa bravoure au combat et le roi Léopold II lui remet en septembre un sabre d'honneur.
En juillet 1894, il se marie, ce qui l'incite à réintégrer l'armée belge métropolitaine dans le régiment des Carabiniers où il commande une compagnie comme capitaine-commandant.
À la suite de son décès due à la grippe à Schaerbeek le 12 février 1905, ses funérailles sont célébrées le 16 février 1905 à l'église royale Sainte-Marie de Schaerbeek et il est enterré avec les honneurs militaires au cimetière de Schaerbeek.

## Distinctions
- Chevalier de l'ordre royal du Lion (État indépendant du Congo).
- Étoile de Service (État indépendant du Congo).
- Médaille de la campagne arabe (État indépendant du Congo).